# Yelena Vasilevskaya
Yelena Vasilyevna Vasilevskaya (em russo:  Елена Васильевна Василевская; Ecaterimburgo, 27 de fevereiro de 1978) é uma ex-jogadora de voleibol da Rússia que competiu nos Jogos Olímpicos de 2000.
Em 2000, ela fez parte da equipe russa que conquistou a medalha de prata no torneio olímpico, no qual atuou em oito partidas.